# Rhynchospio glutaea
Rhynchospio glutaea är en ringmaskart som först beskrevs av Ehlers 1897. Rhynchospio glutaea ingår i släktet Rhynchospio och familjen Spionidae. Inga underarter finns listade i Catalogue of Life.